# Conde (Bahia)
Conde is een gemeente in de Braziliaanse deelstaat Bahia. Conde ligt op 187 kilometer afstand van de hoofdstad Salvador van deze staat.
De gemeente Conde ligt aan de noordkust van Bahia (Litoral Norte). Gezien de uitgestrektheid van de gemeente, bijna 30 km kust, is er een in verhouding grote publieke infrastructuur met onder meer een hospitaal. De hoofdplaatsen zijn Conde en Villa do Conde. De kustplaatsen zijn Siribinha, Poças, Sitio de Conde, Barra do Itariri. Het toerisme is naast de landbouw de voornaamste bron van inkomsten. Bij laagtij is het mogelijk om 30 kilometer langs het strand te fietsen, van de monding van de Itapicuru tot aan de monding van de Itariri.

## Geschiedenis
Conde is in 1621 gesticht door de Jezuïeten. De concessie werd verleend door Garcia d'Avila. De bevolking bestond uit inheemse Tupinamba, Portugezen en Afrikaanse slaven. De economie draaide toen op suikerriet. Toen die markt rond 1850 instortte werd die vervangen door kokosplantages. Deze plantages zijn nog steeds actief. De naam van de kust is de kokosbomenkust.
Het voornaamste historische gebouw is de vroeg-18e-eeuwse hoofdkerk in Villa do Conde.

## Galerij

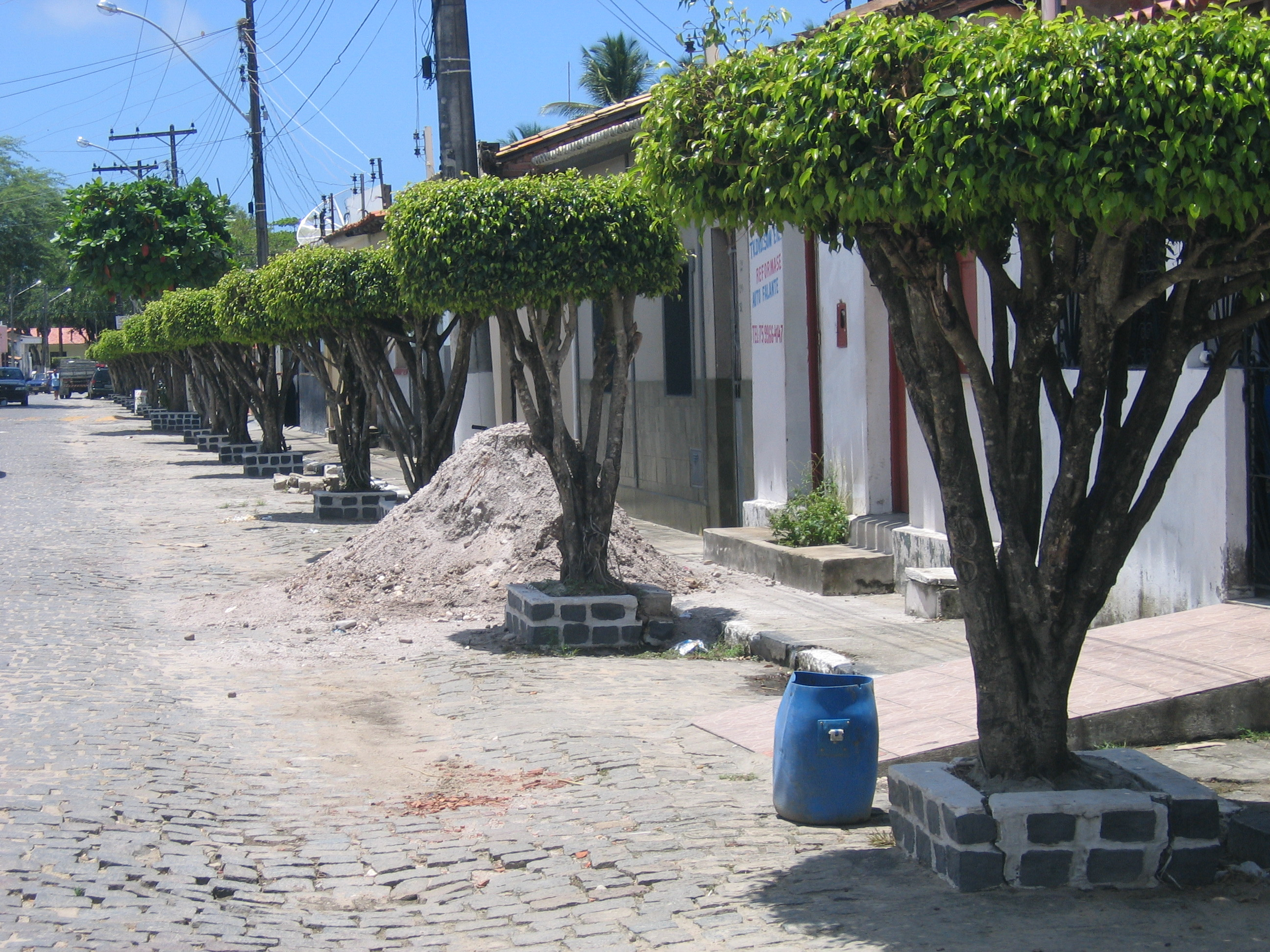
Een straat in Conde
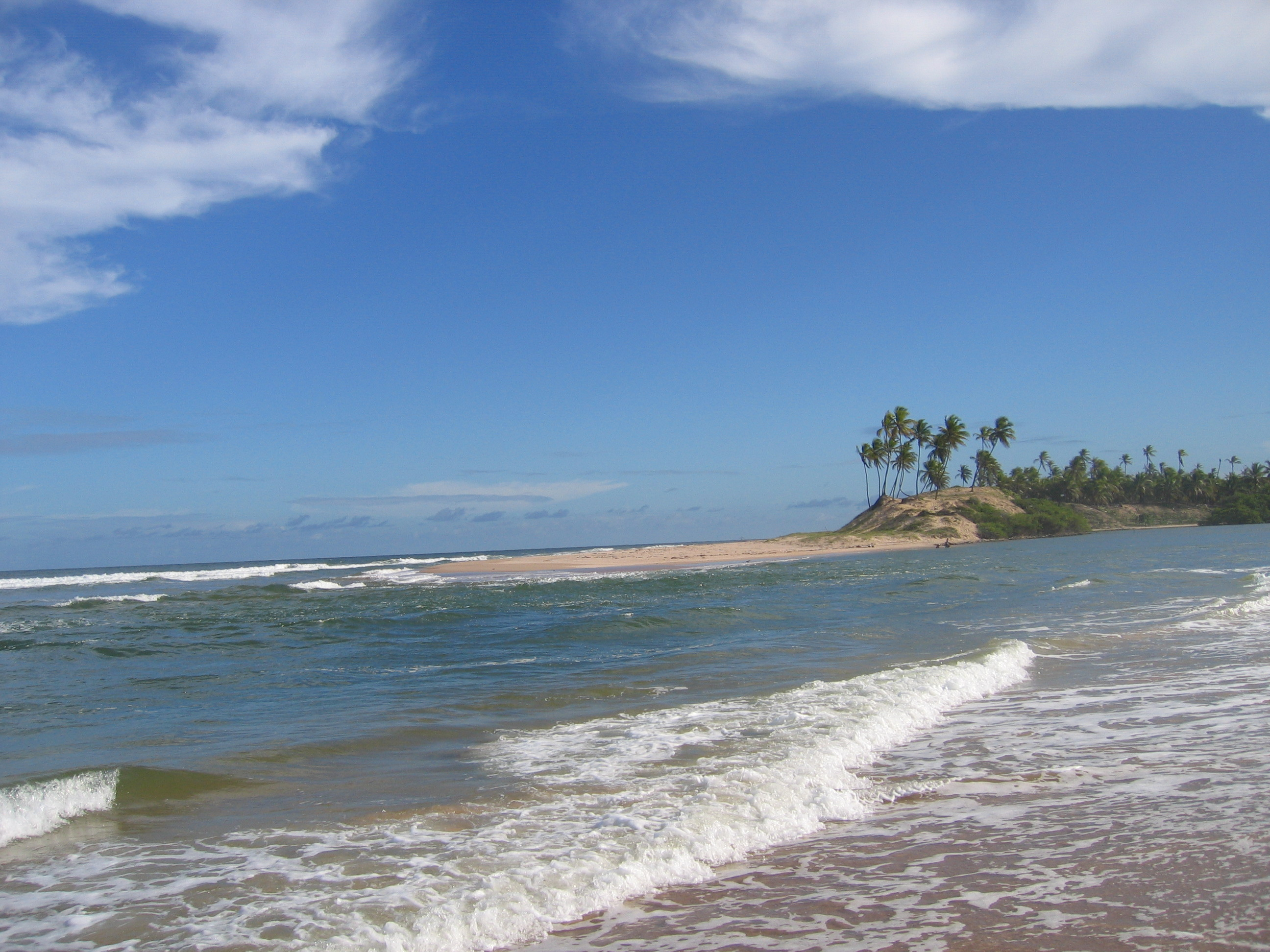
Het strand Barra de Ariri